# Owen D. Young

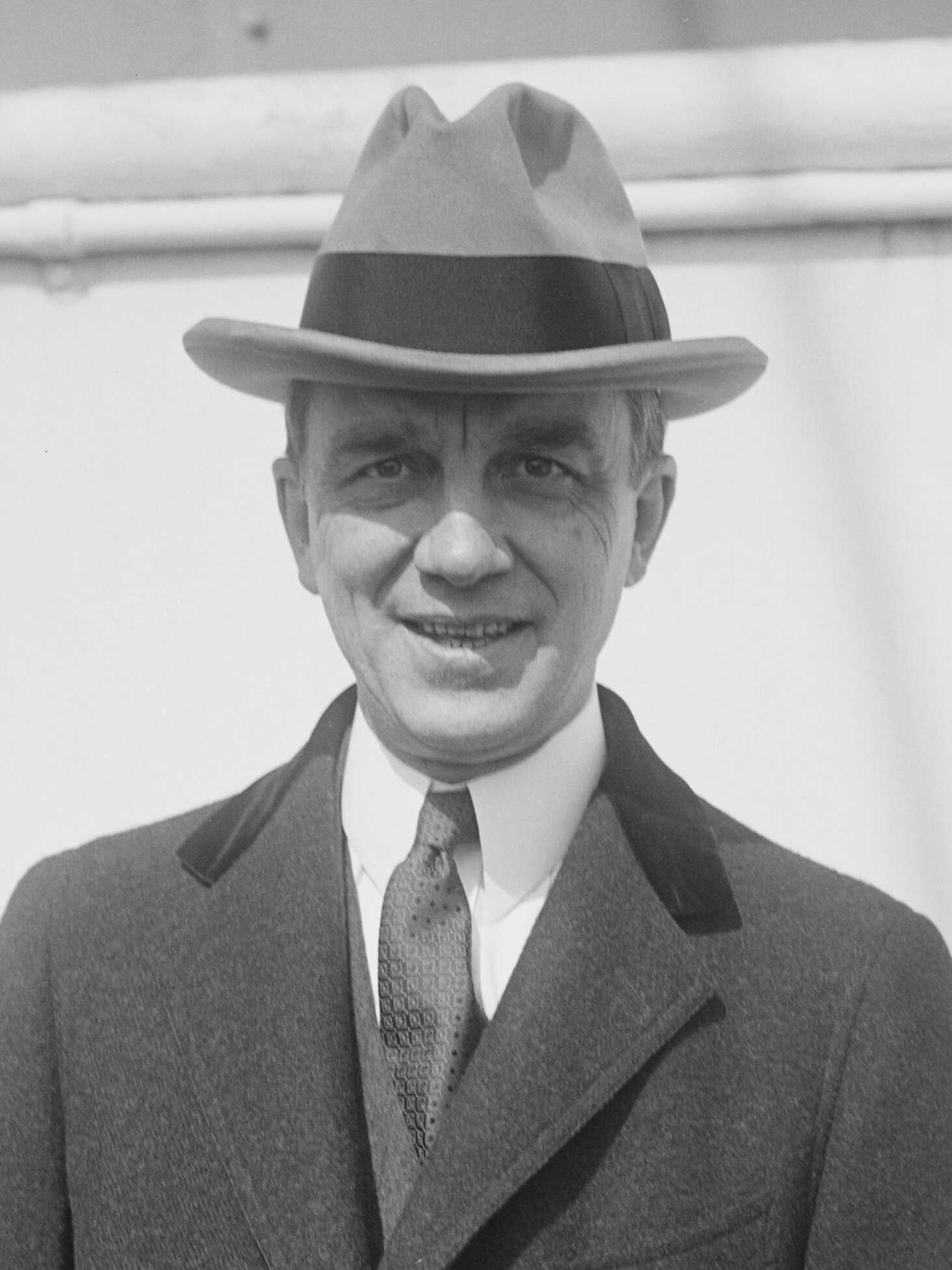
Owen D. Young (1928)

Owen D. Young (* 27. Oktober 1874 in Stark, Herkimer County, New York; † 11. Juli 1962) war ein US-amerikanischer Industrieller, Geschäftsmann, Anwalt und Diplomat der zweiten Haager Konferenz (SRC, Second Reparations Conference) als Mitglied des Internationalen Deutschen Entschädigungskomitees.
Er wurde als Gründer der Radio Corporation of America (RCA) und für sein Mitwirken bei der SRC bekannt. Er gründete die RCA 1919 als Tochtergesellschaft von General Electric und war bis 1929 ihr Präsident.

## Biographie
Owen Young absolvierte 1894 den dreijährigen Rechtswissenschaftslehrgang an der St. Lawrence University in nur zwei Jahren. An der Boston University schloss er 1896 das Studium cum laude ab. Nach beendetem Studium war er Teilhaber einer Bostoner Anwaltskanzlei, wo er an Prozessen gegen diverse größere Firmen beteiligt war.
Trotz einer erfolgreichen Klage gegen seine Firma wurde er 1913 vom ersten General-Electric-Präsidenten Charles A. Coffin zu seinem Hauptjuristen ernannt. Im Jahr 1919 gründete er auf Wunsch der Regierung die RCA, um die ausländische Kontrolle über Amerikas Funkindustrie zu bekämpfen. Er war bis 1929 als ihr Vorsitzender mit dem Aufbau von Amerikas Führungsrolle in der aufkeimenden Funkindustrie beschäftigt.
1922 wurde er Generaldirektor von General Electric. Im selben Jahr noch wurde er zum Vorsitzenden ernannt, was er bis 1939 blieb. In der Mitte der 1920er-Jahre half er bei der Gründung der National Broadcasting Company (NBC). 1928 bis 1939 arbeitete er außerdem im Überwachungsausschuss der Rockefeller-Stiftung während der großen Umstrukturierung dieser Institution.
Unter seiner Beratung und Zusammenarbeit mit dem Generaldirektor Gerard Swope verlagerte sich General Electrics auf den Sektor der elektronischen Haushaltsgeräte und erreichte den Status als Marktführer dieses Bereichs, auch beteiligt an der Elektrifizierung von Bauernhöfen und Fabriken in den USA.
Youngs Teilnahme an der Zweiten Industriekonferenz von Präsident Woodrow Wilson nach dem Ersten Weltkrieg stellte seinen Einstieg in die Beratung von fünf Präsidenten der USA dar. 1924 war er Mitverfasser des Dawes-Plans, welcher eine Reduktion der jährlichen deutschen Reparationszahlungen vorsah. Am Ende der 1920er konnte Deutschland seinen Zahlungen nicht nachkommen. 1929 versammelte sich ein neues internationales Gremium, in welchem Owen D. Young als Vorsitzender wirkte, um über ein neues Programm über die endgültige Entschuldung Deutschlands zu beraten. Die deutschen Reparationszahlungen als Ganzes wurden vermindert und auf 59 jährliche Zahlungen aufgeteilt.
Nach der Begründung des Young-Plans wurde Owen D. Young vom Time Magazine zur Person des Jahres 1929 ernannt. Jedoch scheiterte der Young-Plan mit dem Einsetzen der Weltwirtschaftskrise. Young wirkte außerdem bei Plänen für ein staatliches Universitätssystem mit. 1932 wurde er als Kandidat für die Präsidentschaftskandidatur der Demokraten nominiert, welche aber an Franklin D. Roosevelt ging.
1929 wurde er in die American Philosophical Society und 1939 in die American Academy of Arts and Sciences gewählt.

## Leistungen im Bildungswesen
1930 ließ Young in seiner Heimatstadt die Van Hornesville Central School bauen, welche alle ländlichen Schulen seiner Gegend vereinigen sollte. 1963 wurde die Schule zu seinem Gedenken in Owen D. Young Central School umbenannt. Young, der lange im Bildungswesen tätig war, war außerdem von 1912 bis 1934 Verwalter der St. Lawrence University.
1939 wechselte er in den Ruhestand als Milchbauer auf den Bauernhof seiner Familie. Über 20 Universitäten verliehen ihm Ehrentitel. Young war außerdem bis 1946 Mitglied des New Yorker Schulverwaltungsrates, welcher die leitende Stelle von New Yorks Bildungssystem war. Danach wurde er vom New Yorker Gouverneur Thomas E. Dewey als Leiter eines staatlichen Ausschusses, welcher das Fundament für den Hochschulverband State University of New York bildete, eingesetzt. Trotz vieler verschiedener Meinungen und Ansichten in dieser Kommission schaffte es Young, eine überraschende Einstimmigkeit zu erzielen. Diese resultierte in einem Bericht, dessen Empfehlungen in die Gesetzgebung einflossen.

## Familie
1898 heiratete Owen D. Young Josephine Sheldon Edmonds (* 21. April 1870; † 25. Juni 1935), mit welcher er fünf Kinder hatte:
- Charles Jacob Young (* 17. Dezember 1899; † 1987)
- John Young (* 13. August 1902; † 1926)
- Josephine Young (16. Februar 1907; † 1990)
  - Phantastikautorin unter dem Namen Josephine Young Case
- Philip Young (* 9. Mai 1910; † 1987)
  - Vorsitzender im öffentlichen Dienst von 1953 bis 1957
- Richard Young (* 23. Juni, 1919; † 18. November 2011)

Nach dem Tod seiner ersten Frau heiratete er 1937 die Witwe und Mutter von drei Kindern Louse Powis Clark (* 1887).